# إستر هينينج
إستر هينينج (بالسويدية: Ester Henning)‏ هي فنانة سويدية، ولدت في 28 أكتوبر 1887، وتوفيت في 1 مايو 1985.